# Gunnar Mortimer
Gunnar Fritz Mortimer, född 23 mars 1917 i Göteborg, död 10 oktober 2005, var en svensk företagsledare. 
Mortimer, som var son till civilingenjör Sven Mortimer och Anna Lekander, avlade handelsgymnasieexamen i Gävle 1937, ingenjörsexamen vid Stockholms tekniska institut 1942 och diplomerades från Handelshögskolan i Stockholm 1949. Han var ingenjör vid Mobil Oil AB, AB Nynäs-Petroleum och Svenska Shell 1942–1946, vid krigsmaterielverket 1947, kemiska avdelningen vid Statens industrikommission 1949, ingenjör och avdelningschef på kemiska avdelningen vid AB Industrimetoder i Stockholm 1951, disponent och verkställande direktör för AB Kemiska fabriken Monopol i Borås från 1961 (även styrelseledamot och delägare). Han var styrelseledamot i Svenska Kemistsamfundets Boråsavdelning från 1964.